# Hecatera par
Hecatera par är en fjärilsart som beskrevs av Donovan 1801. Hecatera par ingår i släktet Hecatera och familjen nattflyn. Inga underarter finns listade i Catalogue of Life.